# San Juan Mixtepec -Distrito 26-
San Juan Mixtepec es una localidad del estado mexicano de Oaxaca. Es cabecera del San Juan Mixtepec.

## Demografía
| Censo | Población |
| ----- | --------- |
| 1900  | 804       |
| 1910  | 851       |
| 1921  | 748       |
| 1930  | 812       |
| 1940  | 835       |
| 1950  | 898       |
| 1960  | 1062      |
| 1970  | 1154      |
| 1980  | 1175      |
| 1990  | 898       |
| 1995  | 714       |
| 2000  | 932       |
| 2005  | 903       |
| 2010  | 711       |
| 2020  | 607       |